# Mount Hicks (Antarktika)
Mount Hicks ist ein einem Gebirgskamm ähnelnder Berg mit zwei Gipfeln im ostantarktischen Mac-Robertson-Land. Er ragt 20 km südwestlich des Husky Dome in den Prince Charles Mountains auf.
Kartiert wurde er anhand von Luftaufnahmen, die 1960 im Rahmen der Australian National Antarctic Research Expeditions entstanden. Namensgeber ist Kenneth Edward Hicks (1921–1966), medizinischer Offizier auf der Wilkes-Station in den Jahren 1963 und 1965.